# Dani California
Dani California е сингъл на американската рок група Ред Хот Чили Пепърс. Това е първият издаден сингъл от албума Stadium Arcadium.
Песента влиза в класацията Billboard Hot 100 на 24 място и се изкачва до номер 6. Това е третата песен на групата, която влиза в топ 10. Сингълът печели две награди Грами – за най-добра рок песен и най-добро рок изпълнение на дует или група.
В песента се пее за Дани – бедно южняшко момиче, което живее труден и неуседнал живот в Калифорния, става майка и впоследствие умира. Дани въплъщава всички жени, с които Антъни Кийдис е имал връзка.
Видеоклипът към песента се появява за пръв път на 4 април 2006 по MTV. Режисьор е Тони Кайе и в него групата представя различни етапи от развитието на рок музиката. Така групата влиза в ролята на прочути рок групи и музиканти като Бийтълс, Секс Пистълс, Нирвана, Дейвид Бауи, Елвис Пресли, Мисфитс и други.